# Donje Grgure
Donje Grgure (cyr. Доње Гргуре) – wieś w Serbii, w okręgu toplickim, w gminie Blace. W 2011 roku liczyła 97 mieszkańców.